# HD177022
HD177022 — хімічно пекулярна зоря спектрального класу
F4 й має видиму зоряну величину в смузі V приблизно 10,0.